# Opius farmingdalicus
Opius farmingdalicus är en stekelart som beskrevs av Fischer 1964. Opius farmingdalicus ingår i släktet Opius och familjen bracksteklar. Inga underarter finns listade i Catalogue of Life.